# Ruan Jiangao
| 546844 Jinzhangwei | 11 settembre 2016 |
| 589944 Suhua       | 26 novembre 2010  |

Ruan Jiangao (阮建高T, Ruan JiangaoP; Fangchenggang, 1986) è un astronomo cinese.
Il Minor Planet Center gli accredita le scoperte di due asteroidi, effettuate tra il 2010 e il 2016, tutte in collaborazione con Gao Xing.
Gli è stato dedicato l'asteroide 546842 Ruanjiangao.